# Columbia (rivier)
De Columbia (Frans: fleuve Columbia, Engels: Columbia River) is een rivier in Brits-Columbia in Canada en het noordwesten van de Verenigde Staten van Amerika. Ze heeft een lengte van 2.044 km en een stroomgebied van 668.000 km².
Qua volume is het na de Mississippi de grootste rivier in Noord-Amerika en het is de rivier met de grootste afvoer naar de Grote Oceaan op het westelijk halfrond. Door het grote volume heeft ze de bijnaam de Machtige Columbia (the Mighty Columbia). Met zo'n 14 stuwdammen is de rivier de belangrijkste bron voor het opwekken van waterkracht in Noord-Amerika.
De rivier is vernoemd naar het schip van kapitein Robert Gray, de Columbia Rediviva, het eerste Europese schip dat de rivier stroomopwaarts bevoer (en dus onrechtstreeks naar Columbia als personificatie van de Verenigde Staten).

## Loop

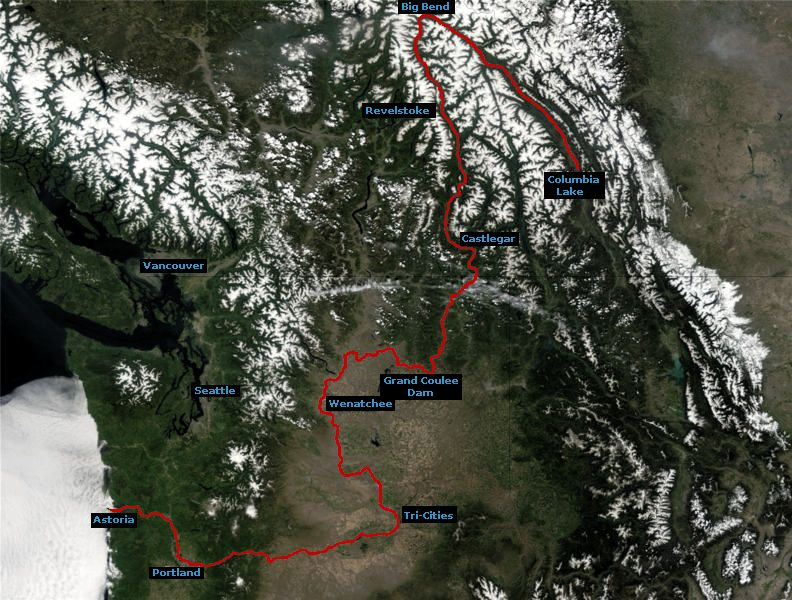
Loop van de Columbia

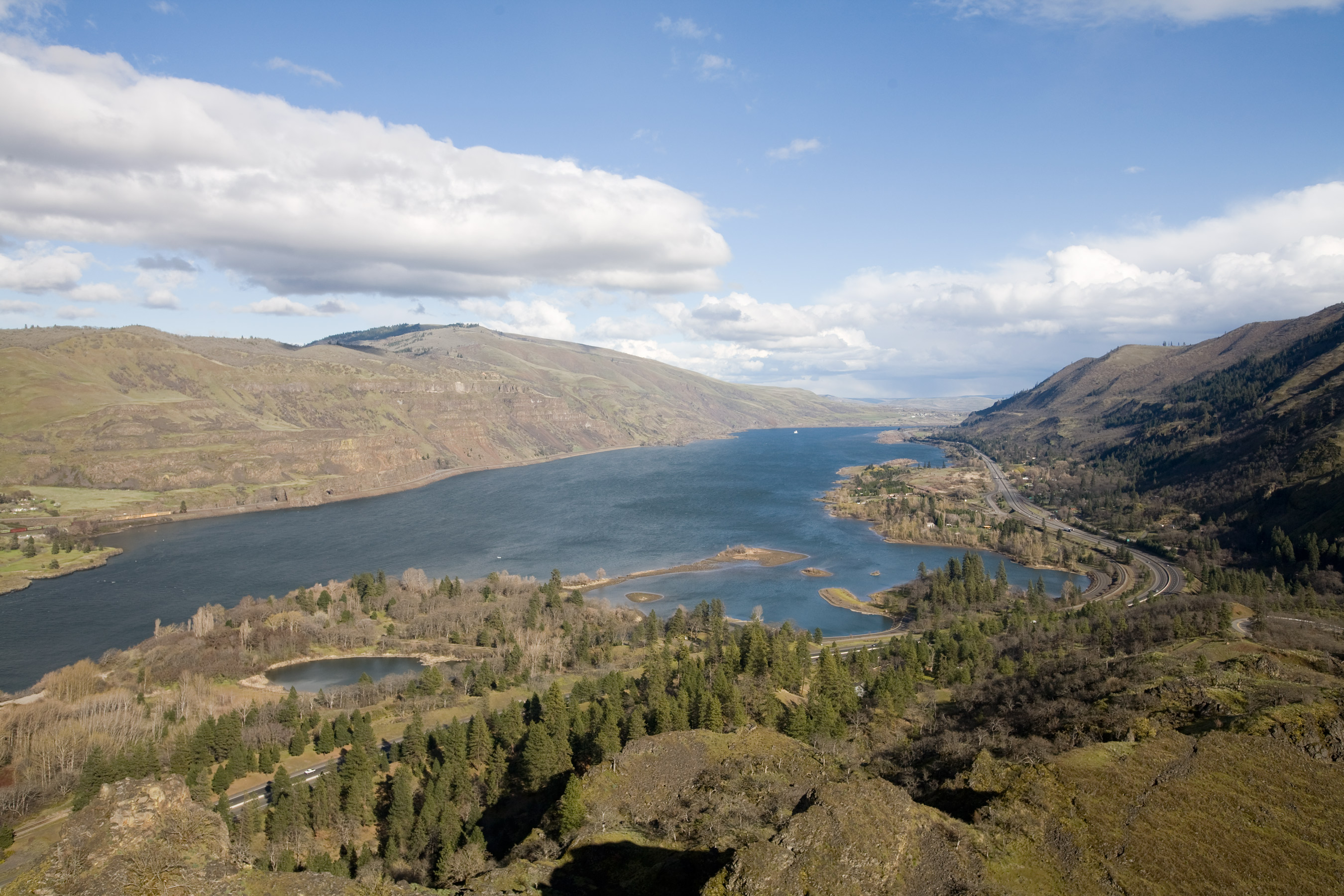
Dammen op de Columbia hebben een groot deel van de rivier veranderd in grote poelen stilstaand water, zoals hier tussen The Dalles en de Bonnevilledam

De Columbia stroomt vanuit het Columbiameer in de zuidelijke Rocky Mountain Trench in de Canadese Rockies in het zuiden van Brits-Columbia naar het noorden naar het Windermeremeer en vervolgens naar het noordwesten, naar het Kinbasketmeer. Dit meer is zo'n 180 kilometer lang en ontstond door de Micastuwdam. In de regio van de Big Bend maakt ze een scherpe bocht naar het zuiden en draait daarbij rond het noordelijke uiteinde van de Selkirk Mountains. Vervolgens stroomt ze verder zuidwaarts richting de grens met de Amerikaanse staat Washington. Hierbij passeert ze de nederzettingen Revelstoke, Nakusp, Castlegar en Trail. Tussen Revelstoke en Castlegar is de Columbia veranderd in een 200 kilometer lang stuwmeer: het Arrow Lakes Reservoir. Bij Castlegar voegt de Kootenay, een belangrijke zijrivier, zich bij de Columbia. Net voor de grens met de Verenigde Staten doet de Pend Oreille River dit ook. In de Verenigde Staten bestaat de Columbia bijna volledig uit stuwmeren. Direct na het overschrijden van de grens bestaat de Columbia uit het Franklin D. Roosevelt Lake, een 240 kilometer lang stuwmeer gevormd achter de grote Grand Couleedam. Aan het einde van de laatste ijstijd ontstonden er grote overstromingen waarbij de Columbia een directere volgde vanaf het huidige stadje Grand Coulee langs het huidige Banks Lake, Coulee City, Dry Falls, Lenore Lake en Soap Lake. Deze voormalige rivierbedding draagt de naam "Grand Coulee", waarnaar de stuwdam vernoemd werd.
Op haar weg naar het zuiden van de staat Washington stroomt de Columbia langs de Hanford Nuclear Reservation, een van de meest vervuilde sites van de Verenigde Staten. Binnen dit gebied ligt de zogeheten Hanford Reach, het enige deel van de Columbia binnen de Verenigde Staten dat volledig vrij stroomt (dus niet deel van een stuwmeer en geen estuarium met getijden). Bij Tri-Cities voegt de Snake, de belangrijkste zijrivier van de Columbia, zich bij de Columbia. Wat verder maakt de Columbia een scherpe bocht naar het westen en volgt ze de grens tussen de deelstaten Washington en Oregon voor de laatste 497 kilometer van haar loop.
Tussen The Dalles en Portland, stroomt de rivier door het Cascadegebergte, waarbij ze de indrukwekkende Columbia River Gorge uitsleet. Bij Portland voegt de Willamette zich bij de Columbia. De rivier mondt uit in de Grote Oceaan bij Astoria in Oregon.
Het stroomgebied in Canada is ongeveer 102.300 km² groot. Naast Washington en Oregon behoren ook delen van de staten Idaho, Montana, Wyoming, Nevada en Utah tot het Amerikaanse stroomgebied van de Columbia.

### Columbia Bar
In de monding van de rivier ligt de Columbia Bar. Dit is een stelsel van zandbanken en ondiepten van ongeveer vijf kilometer breed en bijna 10 kilometer lang. De zandbanken worden gevormd waar het snelstromende water van de Columbia botst met het water van de Stille Oceaan. Het rivierwater verliest snelheid en het meegevoerde sediment zakt naar de bodem. De stromingen voeren het sediment mee en zetten dit af op zandbanken. Op deze plaatsen kunnen ook hoge golven ontstaan die een hinder zijn voor vooral kleine schepen. De weersomstandigheden zijn vaak slecht, in de regio komt regelmatig mist voor en ook zware stormen zijn niet uitzonderlijk. Deze combinatie van factoren, maken de monding van de rivier zeer gevaarlijk voor de scheepvaart. De regio staat bekend als de Graveyard of the Pacific, ofwel de Begraafplaats van de Grote Oceaan. Sinds 1792 zijn ongeveer 2.000 schepen verongelukt in en nabij de riviermonding.
Al in een vroeg stadium werd de noodzaak duidelijk voor goede navigatiehulpmiddelen bij de monding van de rivier. De eerste beschrijving van maatregelen dateert uit 1812. In dat jaar werd een grote witte vlag opgehangen en bomen in brand gestoken om de schepen te helpen. In 1850 werd een onderzoek gestart naar een goede plaats voor de bouw van een vuurtoren. Aan het einde van dat jaar werd een rapport gepresenteerd waarbij een vuurtoren op de zuidpunt van Cape Disappointment werd aanbevolen. In 1856 werd de bouw afgerond en op 15 oktober werd de vuurtoren van Cape Disappointment voor het eerst ontstoken.
Vanaf 1885 werd een aanvang gemaakt met de bouw van zeepieren om de veiligheid te vergroten. Tussen 1885 en 1939 zijn drie pieren met een totale lengte van 16 kilometer aangelegd. De twee belangrijkste pieren zijn de noord- en zuidpier die in de oceaan steken, de A pier ligt meer landinwaarts en staat haaks op de rivier en zit vast aan de noordoever. Met de zuidpier werd in 1885 begonnen maar het duurde 10 jaar voordat deze gereed was. Deze bleek niet effectief en werd verlengd. In 1912-1913 werd begonnen met de bouw van de noordpier. In 1917 was de pier met een lengte van ruim drie kilometer klaar. De maximale afstand tussen de noord- en zuidpier is 3,2 kilometer. Voor de grote schepen is een kanaal uitgebaggerd.

## Debiet
Ongeveer een kwart van het water in de Columbia is afkomstig uit Canada. Voor de dammen de watertoevoer blokkeerden en reguleerden was de wateraanvoer vanuit Canada zeer variabel. Het laagste gemeten niveau was 396 m³ per seconde en het maximum lag op 15.575 m³/s. Er is een duidelijk seizoenspatroon: veel van de neerslag valt in de vorm van sneeuw en het water wordt pas vrijgegeven wanneer de zomer nadert. De aanvoer is het hoogst in de periode van mei tot en met juli.
De neerslag in het stroomgebied van de rivier in de Verenigde Staten kent een duidelijke scheiding door de Cascades. Ten oosten van het Cascadegebergte wordt de rivier vooral gevoed door smeltwater van de sneeuw dat in de winter is gevallen terwijl ten westen hiervan vooral de regen de rivier voedt. Het smeltwater komt vooral vrij in het voorjaar en tussen de zee en de Cascades valt de meeste regen tussen november en maart. Na de grens wordt de rivier verder gevoed door veel verschillende zijrivieren die op hun beurt ook veel aftakkingen tellen. De gemiddelde afvoer op jaarbasis bij de monding van de rivier is 7.787 m³/s ofwel een totale hoeveelheid van 244 miljard m³ water. In de Verenigde Staten voert alleen de Mississippi meer water af. Het belangrijkste meetpunt ligt bij de grote stuwdam The Dalles, hier passeert 165 miljard m³ per jaar het meetpunt of 5.038 m³/s.

## Waterkracht

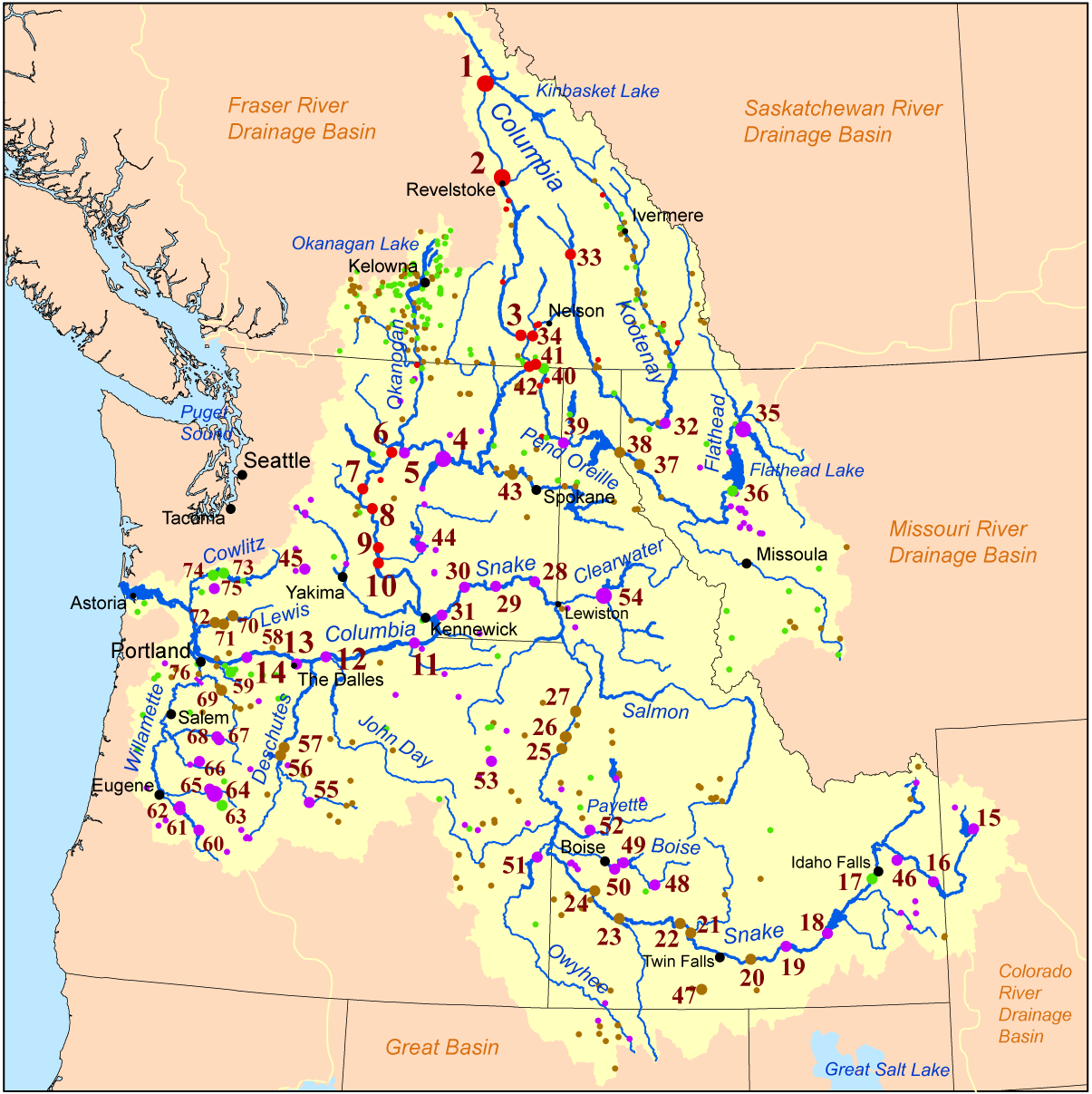
Overzicht van alle dammen in de Columbia

Sinds 1909 is de potentie van de rivier als producent van elektriciteit onderkend. In dat jaar werd met de bouw van stuwdammen en waterkrachtcentrales begonnen. Nu staan er 29 grote stuwdammen en nog vele tientallen kleinere dammen in de rivier en zijtakken. De opgestelde productiecapaciteit is ongeveer 22.500 MW, maar de jaarlijkse benutting ligt op ongeveer de helft. In de bovenloop liggen vooral centrales met stuwmeren, en in de benedenloop liggen riviercentrales. De Bonneville centrale, met een capaciteit van ruim 1.000 MW, is de laatste dam voor het rivierwater de zee bereikt. Naast de elektriciteitsproductie helpen zij bij het voorkomen van overstromingen, wordt het water gebruikt voor de irrigatie van landbouwgebied en profiteert het scheepvaartverkeer en de recreatie van de getemde rivier.
Vanwege de verschillende belangen wordt de waterstroom in de rivier gecoördineerd beheerd. Stelselmatig wordt rekening gehouden met de wensen en belangen van alle betrokkenen. Het jaar kan in drie seizoenen worden onderscheiden. Van januari tot en met april wordt veel water aan de stuwmeren onttrokken. Het waterpeil daalt om ruimte te maken voor de grote toestroom wanneer de sneeuw gaat smelten waarmee overstromingen worden voorkomen. Van april tot en met augustus lopen de stuwmeren weer snel vol. Dit heeft voordelen voor de landbouw die water voor de irrigatie kan onttrekken, de zalmen die de rivier opzwemmen om te paaien en de recreatie. In de rest van het jaar tot januari wordt het waterniveau gereguleerd, afhankelijk van de natuurlijke toestroom van het water.

## Scheepvaart
De Columbia is ook geschikt voor de zeescheepvaart. Het scheepvaartkanaal begint acht kilometer buitengaats en is 16,5 meter diep en 800 meter breed. In de rivier is het kanaal 13,1 meter (43 voet) diep en de kanaalbodem is bijna 200 meter breed. De haven van Portland ligt 150 kilometer landinwaarts en de vaartijd is ongeveer acht uur. De schepen passeren twee belangrijke vaste bruggen. De Astoria-Megler Bridge ligt direct bij de monding en ongeveer halverwege de reis naar Portland ligt de Longview Bridge. Schepen die tot 60 meter boven de waterspiegel steken, kunnen de bruggen passeren. De haven van Portland verwerkt ruim 10 miljoen ton lading per jaar. De binnenvaart maakt ook gebruik van de rivier. De grootte van de schepen wordt wel beperkt door de afmetingen van de schutsluizen die bij de diverse dammen zijn aangelegd. Ze kunnen tot Lewiston in Idaho varen, zo’n 600 kilometer ten oosten van Portland.

## Ontdekkingsgeschiedenis

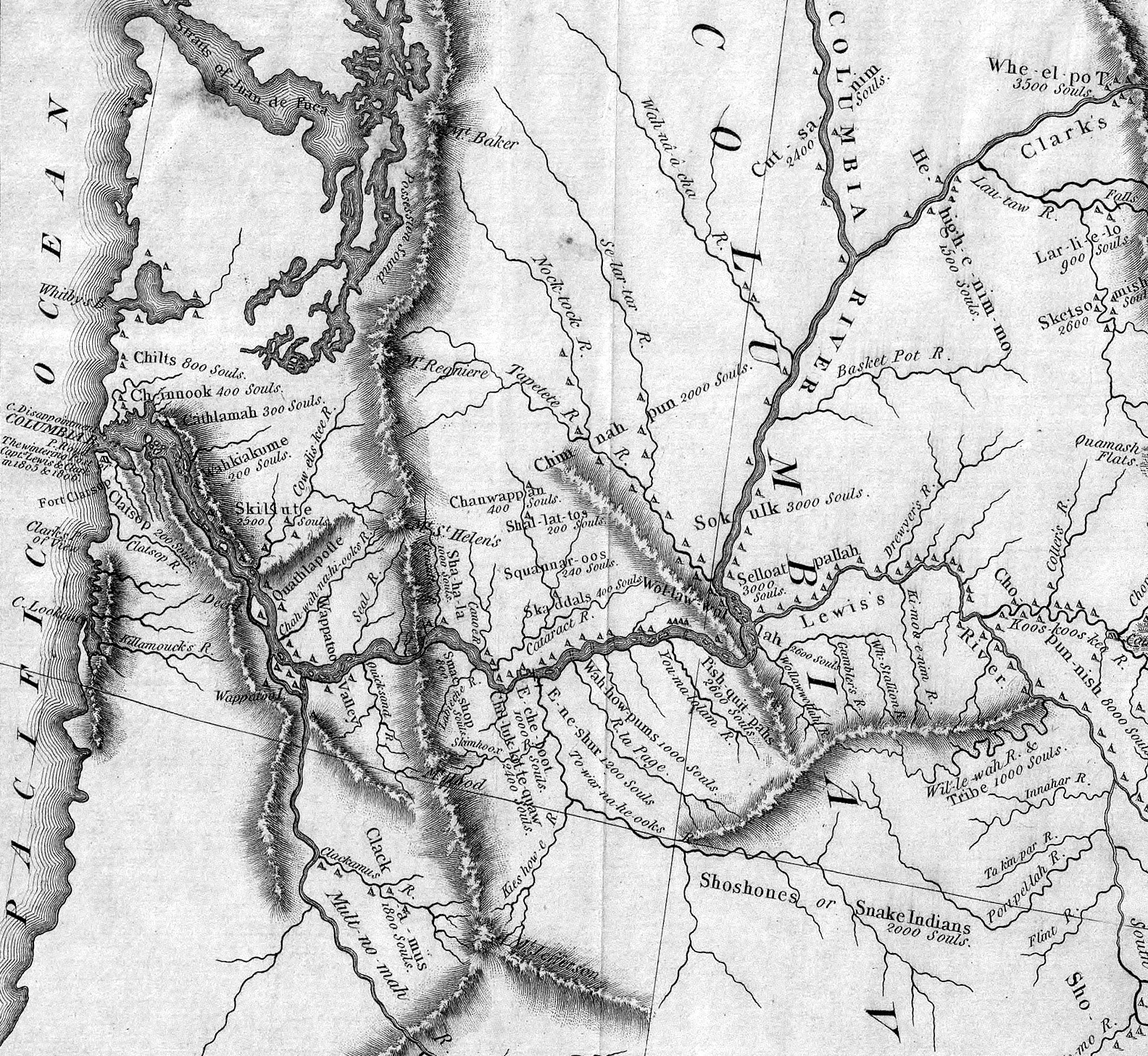
Begin 19e eeuw tekenden Lewis en Clark deze kaart met het stroomgebied van de Columbia

De Spaanse ontdekkingsreiziger Martin de Auguilar was de eerste die de monding van de rivier heeft gezien. Aan het begin van de 17e eeuw werd de rivier op kaarten ingetekend, maar bij de verkeerde, 42e, breedtegraad. In 1775 beschreef Bruno de Heceta (1743-1807) de monding van de rivier en was in staat de juiste ligging vast te stellen, bij de 46e breedtegraad. Op basis van Heceta’s resultaten ging de Britse kapitein John Meares ook op onderzoek uit in 1788, maar hij kon de rivier niet vinden. Hij noemde een kaap bij de rivier Cape Disappointment vanwege zijn teleurstelling. Meares realiseerde zich niet dat de kaap aan de noordoever van de monding van de rivier lag. De kaap reikt tot een hoogte van 200 meter en bijna een eeuw later, in 1856, werd de vuurtoren van Cape Disappointment ontstoken om de scheepvaart te helpen.
Kapitein Robert Gray (1755-1806) voer in mei 1792 als eerste over de ondiepten aan de monding de rivier. De rivier is vernoemd naar zijn schip, de Columbia Rediviva. In oktober 1792 was luitenant William Broughton de rivier opgevaren in opdracht van kapitein George Vancouver. Hij bracht de eerste 150 kilometer van de rivier in kaart. Begin 19e eeuw waren Meriwether Lewis en William Clark vanuit het oosten vertrokken om de Amerikaanse westkust over land te bereiken. Zij verkenden de rivier in 1805-1806 en overwinterden nabij Astoria, aan de monding van de rivier. David Thompson, een bonthandelaar van de Northwest Company, maakte de eerste kaart met de volledige loop van de rivier in 1811-1812.

## Grote zijrivieren
Hieronder een opsomming van de grootste (in volume) zijrivieren van de Columbia (er zijn er meer dan 40).
- Snake
- Willamette
- Kootenai
- Pend Oreille
- Cowlitz
- Spokane
- Deschutes
- Lewis
- Yakima
- Wenatchee
- Okanogan
- Kettle
- Sandy

## Naslagwerk
- (en)  Federal Columbia River Power System (FCRPS) The Columbia River System, inside story, april 2001, geraadpleegd op 30 april 2014

## Referentie
1. ↑  Loy, Willam G., Stuart Allan, Aileen R. Buckley, James E. Meecham (2001). Atlas of Oregon. University of Oregon Press, pp. 24. ISBN 0871141027.
2. 1 2 3 4 5  FCRPS, p. 4
3. ↑  (en)  Oregon State Parks Graveyard of the Pacific, geraadpleegd op 2 juli 2013
4. 1 2 3  (en)  Encyclopedia of Washington State Lighthouses on Cape Disappointment, HistoryLink.org: essay 5622, geraadpleegd op 3 mei 2014
5. ↑  (en)  US Army Corps of Engineers Mouth of the Columbia River Jetty System, geraadpleegd op 3 mei 2014
6. 1 2 3  FCRPS, p. 26
7. 1 2 3  FCRPS, p. 5
8. 1 2  FCRPS, p. 7
9. ↑  (en)  National Park Service Cape Disappointment State Park, geraadpleegd op 1 mei 2014
10. 1 2  (en)  The Free Online Encyclopedia of Washington State History Captain Robert Gray, geraadpleegd op 1 mei 2014

- Gemeinsame Normdatei: 4010416-3
- Library of Congress Control Number: sh85028740
- National Archives and Records Administration: 10042637
- Nationale Bibliotheek van Tsjechië: ge138084
- Nationale Bibliotheek van Israël: 987007284732105171
- Virtual International Authority File: 1237148632965530630004